# Frank Foyston

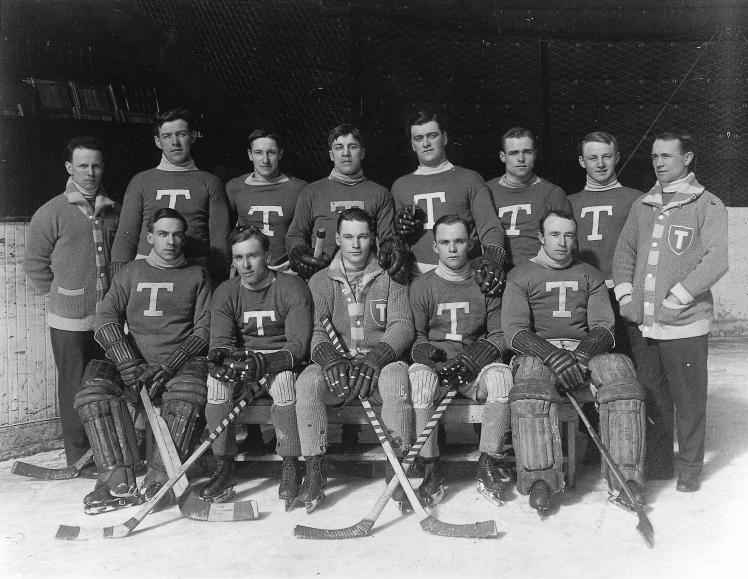
Frank Foyston, tvåa från vänster i främre raden, med Toronto Blueshirts säsongen 1913–14.

Frank Corbett Foyston, född 2 februari 1891 i Minesing, Ontario, död 19 januari 1966 i Seattle, Washington, var en kanadensisk professionell ishockeyspelare.

## Karriär
Frank Foyston spelade för Toronto Blueshirts i NHA, Seattle Metropolitans i PCHA, Victoria Cougars i WCHL och WHL samt för Detroit Cougars i NHL åren 1912–1928. Foyston var en mångsidig offensiv spelare och under sina år i PCHA valdes han till ligans First All-Star Team som center, rover och ytterforward.
Foyston vann Stanley Cup tre gånger; 1914 med Toronto Blueshirts, 1917 med Seattle Metropolitans och 1925 med Victoria Cougars. Han är en av endast tio spelare genom historien som vunnit Stanley Cup med tre eller fler olika lag.
1958 valdes Foyston in i Hockey Hall of Fame.

## Statistik
WCHL = Western Canada Hockey League, WHL = Western Hockey League, Can-Am = Canadian-American Hockey League
| 1908–09            | Barrie Athletic Club  | OHA Jr.            | 6   | 17  | 0  | 17  | 9   | –  | –  | – | –  | –  |
| 1909–10            | Barrie Athletic Club  | OHA Jr.            | –   | –   | –  | –   | –   | –  | –  | – | –  | –  |
| 1910–11            | Barrie Athletic Club  | OHA Sr.            | 6   | 14  | 0  | 14  | –   | –  | –  | – | –  | –  |
| 1911–12            | Toronto Eaton's       | TMHL               | 6   | 15  | 0  | 15  | –   | 4  | 5  | 0 | 5  | 9  |
| 1912–13            | Toronto Blueshirts    | NHA                | 16  | 8   | 0  | 8   | 8   | –  | –  | – | –  | –  |
| 1913–14            | Toronto Blueshirts    | NHA                | 19  | 16  | 2  | 18  | 8   | 2  | 1  | 0 | 1  | 0  |
|                    |                       | Stanley Cup        | –   | –   | –  | –   | –   | 3  | 2  | 0 | 2  | 3  |
| 1914–15            | Toronto Blueshirts    | NHA                | 20  | 13  | 9  | 22  | 11  | –  | –  | – | –  | –  |
| 1915–16            | Toronto Blueshirts    | NHA                | 1   | 0   | 0  | 0   | 0   | –  | –  | – | –  | –  |
| 1915–16            | Seattle Metropolitans | PCHA               | 18  | 9   | 4  | 13  | 6   | –  | –  | – | –  | –  |
| 1916–17            | Seattle Metropolitans | PCHA               | 24  | 36  | 12 | 48  | 51  | –  | –  | – | –  | –  |
|                    |                       | Stanley Cup        | –   | –   | –  | –   | –   | 4  | 7  | 3 | 10 | 3  |
| 1917–18            | Seattle Metropolitans | PCHA               | 13  | 9   | 5  | 14  | 9   | 2  | 0  | 0 | 0  | 3  |
| 1919               | Seattle Metropolitans | PCHA               | 18  | 15  | 4  | 19  | 0   | 2  | 3  | 0 | 3  | 0  |
|                    |                       | Stanley Cup        | –   | –   | –  | –   | –   | 5  | 9  | 1 | 10 | 0  |
| 1919–20            | Seattle Metropolitans | PCHA               | 22  | 26  | 3  | 29  | 3   | 2  | 3  | 1 | 4  | 0  |
|                    |                       | Stanley Cup        | –   | –   | –  | –   | –   | 5  | 6  | 1 | 7  | 7  |
| 1920–21            | Seattle Metropolitans | PCHA               | 23  | 26  | 4  | 30  | 10  | 2  | 1  | 0 | 1  | 0  |
| 1921–22            | Seattle Metropolitans | PCHA               | 24  | 16  | 7  | 23  | 25  | 2  | 0  | 0 | 0  | 3  |
| 1922–23            | Seattle Metropolitans | PCHA               | 30  | 20  | 8  | 28  | 21  | –  | –  | – | –  | –  |
| 1923–24            | Seattle Metropolitans | PCHA               | 30  | 17  | 6  | 23  | 8   | 2  | 1  | 0 | 1  | 0  |
| 1924–25            | Victoria Cougars      | WCHL               | 27  | 6   | 5  | 11  | 6   | 4  | 1  | 1 | 2  | 2  |
|                    |                       | Stanley Cup        | –   | –   | –  | –   | –   | 4  | 1  | 0 | 1  | 0  |
| 1925–26            | Victoria Cougars      | WHL                | 12  | 6   | 3  | 9   | 8   | 3  | 2  | 0 | 2  | 4  |
|                    |                       | Stanley Cup        | –   | –   | –  | –   | –   | 4  | 0  | 0 | 0  | 2  |
| 1926–27            | Detroit Cougars       | NHL                | 41  | 10  | 5  | 15  | 16  | –  | –  | – | –  | –  |
| 1927–28            | Detroit Cougars       | NHL                | 23  | 7   | 2  | 9   | 16  | –  | –  | – | –  | –  |
| 1927–28            | Detroit Olympics      | Can-Am             | 19  | 3   | 2  | 5   | 14  | –  | –  | – | –  | –  |
| 1928–29            | Detroit Olympics      | Can-Am             | 42  | 18  | 6  | 24  | 20  | 7  | 0  | 0 | 0  | 9  |
| 1929–30            | Detroit Olympics      | IHL                | 31  | 2   | 1  | 3   | 6   | 3  | 0  | 0 | 0  | 0  |
| 1931–32            | Bronx Tigers          | Can-Am             |     |     |    |     |     |    |    |   |    |    |
| NHA totalt         | NHA totalt            | NHA totalt         | 56  | 37  | 11 | 48  | 27  | 2  | 1  | 0 | 1  | 0  |
| PCHA totalt        | PCHA totalt           | PCHA totalt        | 202 | 174 | 53 | 227 | 133 | 12 | 8  | 1 | 9  | 6  |
| WCHL + WHL totalt  | WCHL + WHL totalt     | WCHL + WHL totalt  | 39  | 12  | 8  | 20  | 14  | 7  | 3  | 1 | 4  | 6  |
| NHL totalt         | NHL totalt            | NHL totalt         | 64  | 17  | 7  | 24  | 32  | –  | –  | – | –  | –  |
| Stanley Cup totalt | Stanley Cup totalt    | Stanley Cup totalt | –   | –   | –  | –   | –   | 25 | 25 | 5 | 30 | 15 |